# Laminacauda insulana
Laminacauda insulana là một loài nhện trong họ Linyphiidae.
Loài này thuộc chi Laminacauda. Laminacauda insulana được Alfred Frank Millidge miêu tả năm 1985.